# Laghi (frazione)
Laghi (Łaghi in veneto) è un centro abitato diviso tra i comuni di Cittadella, in provincia di Padova, e di Tezze sul Brenta, in provincia di Vicenza, considerato da entrambi una frazione. Per il comune di Tezze sul Brenta la denominazione ufficiale è Campagnari-Laghi in quanto comprende anche la località Campagnari, situata appena a nord del centro.

## Storia
Il toponimo, in uso dalla metà del Settecento, deriva dalla diffusione in zona del cognome Lago (originario, pare, del lago di Garda). Bisognerà tuttavia attendere la seconda metà del XIX secolo per assistere alla formazione dell'odierna borgata. 

## Monumenti e luoghi di interesse

### Chiesa parrocchiale
La storia ecclesiastica di Laghi comincia nel 1821, quando all'arciprete di Cittadella fu ceduto per il pubblico culto la chiesetta di San Bernardo di Chiaravalle, costruita nel 1796 dai Cappello come oratorio della loro villa.
Tra il 1878 e il 1883 fu sostituita dall'odierno edificio neogotico, anch'esso dedicata a san Bernardo.
La chiesa fu sussidiaria della parrocchia di Cittadella fino al 1925, quando Laghi divenne curazia autonoma. Fu innalzata a parrocchia il 20 agosto 1927 e, nella stessa occasione, il vescovo di Padova Elia Dalla Costa consacrò l'altare maggiore. L'intera chiesa, sottoposta a vari rifacimenti e restauri, fu a sua volta consacrata nel 1950. Il campanile fu innalzato tra il 1924 e il 1929.
Delle opere d'arte, si citano una statua lignea del santo titolare di Luigi Santifaller (anni 1910), un ritratto dello stesso di Giovanni Luigi Bizzotto (1937).

### Villa Zanin-Pan
In località Campagnari (comune di Tezze sul Brenta), si tratta di un edificio settecentesco di cui si ignorano le vicende storiche. 
Il fronte ovest si sviluppa sul ciglio di via San Pio X, presentandosi con quattro assi scanditi da finestre rettangolari, distribuiti su tre livelli (di cui un sottotetto). Le facciate nord e sud hanno solo due assi. La linea di gronda è marcata da una cornice modanata.
A est del palazzo è affiancata una barchessa di tre archi a sesto ribassato. Entrambi gli edifici rivolgono i fronti meridionali a una corte, chiusa a ovest e a sud da un muro di cinta e a est da edificio di due piani che in origine presentava un portico al piano terra.